# Castillo de Sintra
El castillo de Sintra (en portugués: castelo de Sintra), también conocido como Castillo de los Moros, se encuentra en la villa de Sintra, concretamente en la freguesia de São Pedro de Penaferrim, municipio de Sintra, Distrito de Lisboa, en Portugal.
Erigido sobre un macizo rocoso, aislado en una de las cumbres de la sierra de Sintra, desde sus murallas se disfruta de una vista privilegiada de la zona hasta el océano Atlántico. Se encuentra incluido en el Paisaje cultural de Sintra, Patrimonio de la Humanidad por la Unesco desde 1995.

## Historia

### Fortaleza islámica
Sobre esta toponimia, Pinho Leal escribió:
El origen del nombre proviene de un templo erigido en el año 308 antes de Cristo por los griegos, Galo-celtas y túrdulos, dedicándolo a la Luna. Los celtas denominaban a la luna ‘Cynthia’ y cuando los árabes dominaron la región, al no pronunciar la ‘s’, llamaron al lugar ‘Chintra’ o ‘Zintira’.
Las evidencias arqueológicas contemporáneas revelan una primitiva ocupación de la región de Sintra que va desde los siglos X al VIII antes de Cristo.
Durante la conquista musulmana de la península ibérica en el siglo VIII, la región de Sintra fue ocupada recibiendo su población el nombre de as-Shantara. Los estudiosos están de acuerdo al afirmar que fueron estos musulmanes los responsables de la primera fortificación, entre el siglo VIII y siglo IX, cuya finalidad era la de controlar estratégicamente las vías terrestres que unían Sintra con Mafra, Cascaes y Lisboa.
Tras la fitna de al-Ándalus y la desaparición del Califato de Córdoba, el emir de la Taifa de Badajoz, Al-Mutawákkil, decidió entregar los territorios de Sintra, junto a Santarém y Lisboa, en la primavera de 1093 al rey Alfonso VI de León, debido a la amenaza que representaban las tropas de Yúsuf ibn Tašufín, líder almorávide, creando una alianza defensiva que, sin embargo, no se pudo mantener. Envuelto en la defensa de sus propios territorios, el gobernante cristiano no fue capaz de ayudar al gobernante musulmán, cuyos territorios sucumbieron al año siguiente, pasando Lisboa, Santarém y Sintra al dominio de los almorávides.

### Castillo cristiano

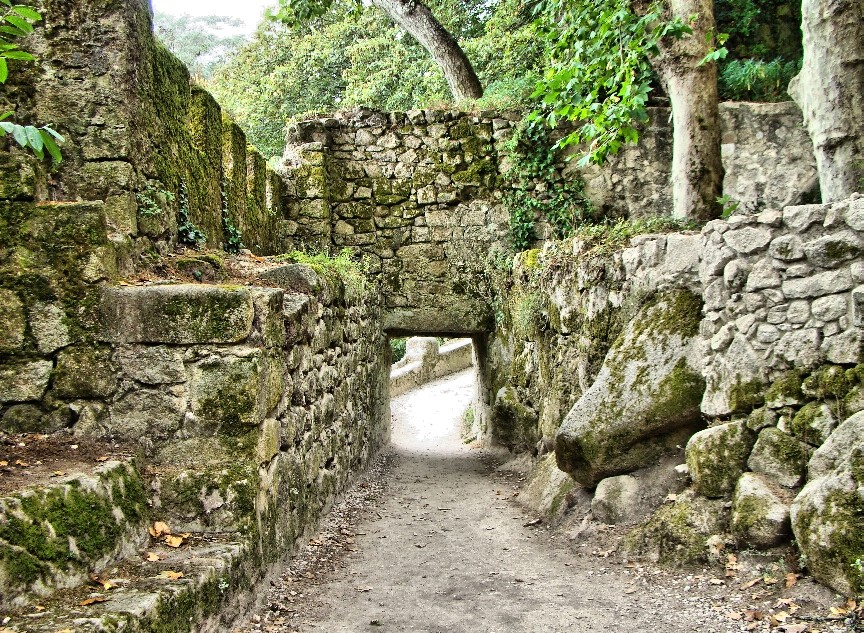
Una de las entradas del castillo.

El destino de Sintra se mantuvo unido al de Lisboa, que sería conquistada por las tropas de Alfonso VI, para volver a manos de los musulmanes en 1095, hasta caer definitivamente durante la Toma de Lisboa bajo las tropas de Alfonso I de Portugal (1112-1185) en 1147. Para su repoblación y defensa, el soberano entregó la seguridad del castillo a 30 habitantes y otorgó un fuero a Sintra en 1154, cuando finalizaran las reparaciones en las defensas de la ciudad, dotándola a la vez de la iglesia de São Pedro de Canaferrim.
Su hijo y sucesor, Sancho I (1185-1211) también dispensó cuidados al castillo de Sintra, remodelándolo y reforzando sus defensas. También se procedió a reformas, siglos más tarde, con Fernando I (1367-1383), cuando el castillo fue asediado por las tropas castellanas. Durante la época de la crisis de 1383 y 1385, el alcalde de la zona era Enrique Manuel de Villena, que tomó partido por Beatriz de Portugal, entregando este castillo fuerte y muy alto y fragoso que le fue confiado tras la victoria de Juan I de Portugal en la Batalla de Aljubarrota (Fernão Lopes. Crónica de D. João I).
Posteriormente, diversos soberanos portugueses eligieron Sintra como su residencia, pernoctando en el Palacio real (Paço Regio), construido para ese fin y sucesivamente ampliado y mejorado a lo largo de los siglos (Palacio Nacional de Sintra), habiéndose desenvuelto la población en torno a este nuevo núcleo. El castillo se mantuvo, por esa razón en segundo plano, entrando en decadencia, principalmente después del siglo XV, con la expulsión de los judíos del país, que en aquella época eran los únicos que lo habitaban. En el siglo XVI se encontraba deshabitado. La caída de un rayo causó daños en la torre del Homenaje en 1636, daños que fueron aumentados por el Terremoto de Lisboa de 1755.

### SiglosXIXyXX
En el siglo XIX, durante el segundo reinado de María II (1834-1853), su marido, Fernando II, influido por el impulso de redescubrimiento de la Edad Media propio del Romanticismo, tomó el castillo en 1839 tras un acuerdo con el Ayuntamiento de Sintra, previo pago de 210 reales anuales. Con ello se llevaron a cabo amplias obras de reconstrucción que detuvieron el avanzado estado de degradación en que se encontraba la estructura. Siguiendo el gusto de la época se acondicionaron miradores, caminos de acceso y vegetación abundante para convertirlo en un atracción turística.
El Castillo de los Moros y su cisterna fueron declarados Monumento nacional por un Decreto de 23 de junio de 1910. La intervención del poder público portugués en el monumento comenzó en 1939, con la reconstrucción de partes de la muralla. Tras una serie de intervenciones menores en los años 1954 (instalación de un área de pícnic) y 1965 (iluminación), en 1979 comenzaron las excavaciones arqueológicas en la capilla de São Pedro que evidenciaron la existencia de tumbas medievales del siglo XIII. Asimismo, en 1986 tuvieron lugar trabajos de limpieza y reconstrucción de los muros y almenas en varias zonas del castillo, repitiéndose los trabajos de limpieza y acondicionamiento de la muralla en 1992.
El Paisaje cultural de Sintra fue clasificado como Patrimonio Cultural de la Humanidad por la Unesco en 1995. Desde septiembre de 2000 el monumento está gestionado por la empresa Parques de Sintra - Monte da Lua S.A.

## Características

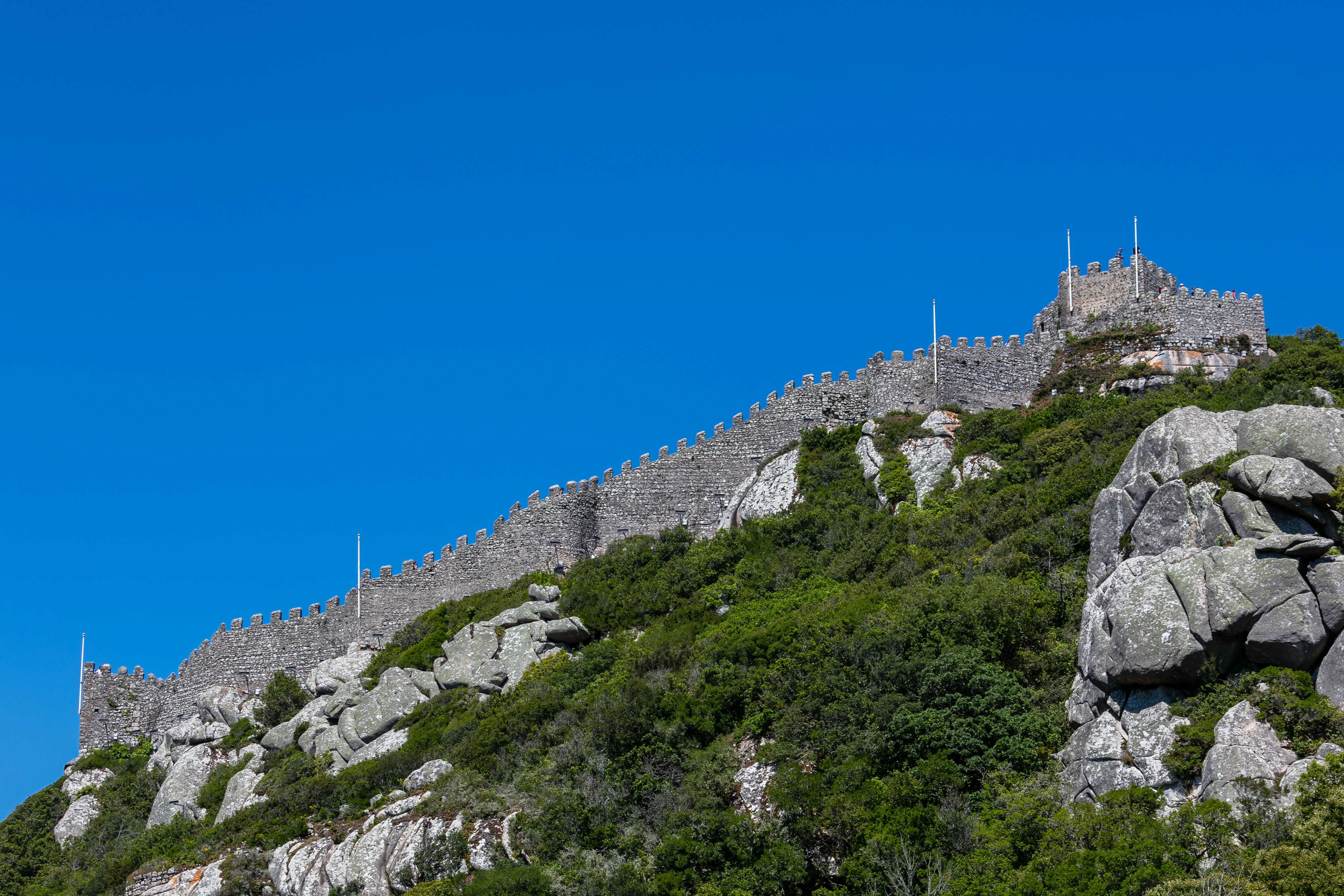
Vista general.

El monumento presenta una planta orgánica (adaptada al terreno) con casi 450 metros de perímetro y 12.000 m² de área.

### Murallas

Interior del castillo.

Las murallas son constituidas por una cadena doble, interior y exterior. Al este aún son visibles trozos de la muralla exterior, donde se localiza la puerta de acceso al recinto. La parte alta de la muralla interna está decorada con almenas siendo reforzada por diversas torres. Las murallas fueron hechas siguiendo la técnica de soga y tizón que aún se puede observar en su parte mejor conservada. Bloques de sillares de aproximadamente 30–40 cm de altura están colocados alternadamente a lo largo y ancho. Estos son intercalados por pequeñas y estrechas líneas de piedras de argamasa. Esta técnica cambia a los 4-5 metros de altura, donde se observa una menor calidad, fruto de una segunda fase de construcción. En otra parte de las murallas, se puede observar la zona de unión de las diversas técnicas, fruto de la herencia de las diferentes fases de ejecución de las obras.
Aparte de las murallas con almenas y torres, el conjunto se completa con rampas y escaleras de acceso. Otro elemento digno de mención es la puerta árabe con un arco de herradura.

### Torres
La muralla presenta cinco torres: cuatro de planta rectangular y una de planta circular coronadas por bases piramidales. No quedan vestigios de los dos pisos y del sistema de techumbre primitivos. La torre en la cota más elevada del terreno, conocida también por torre Real, puede ser alcanzada a través de una escalera de 500 escalones y consta que ahí vivió Bernardim Ribeiro, un escritor portugués del siglo XVI.

### Capilla
En el interior del castillo, cerca del portón de armas, se yergue una iglesia consagrada a San Pedro, datada en la época de Alfonso I de Portugal. Es una iglesia en románico portugués, con una planta longitudinal y una nave única sin techo. El ábside abovedado es de planta rectangular y presenta vestigios de frescos. La iglesia tiene dos fachadas, una de arco pleno de doble vuelta rodeado de columnas con capiteles decorados y otro con un arco doble apoyado en columnas semejantes a las referidas anteriormente con capiteles con motivos fitomórficos. Excavaciones realizadas en la capilla sacaron a la luz diversas tumbas de una antigua necrópolis medieval.

### Cisterna
Contigua a la iglesia de San Pedro de Penaferrim, se encuentra una cisterna de gran capacidad, que data del periodo islámico. En su interior abovedado brota un manantial que abastecía al Palacio Nacional de Sintra.

### Acceso

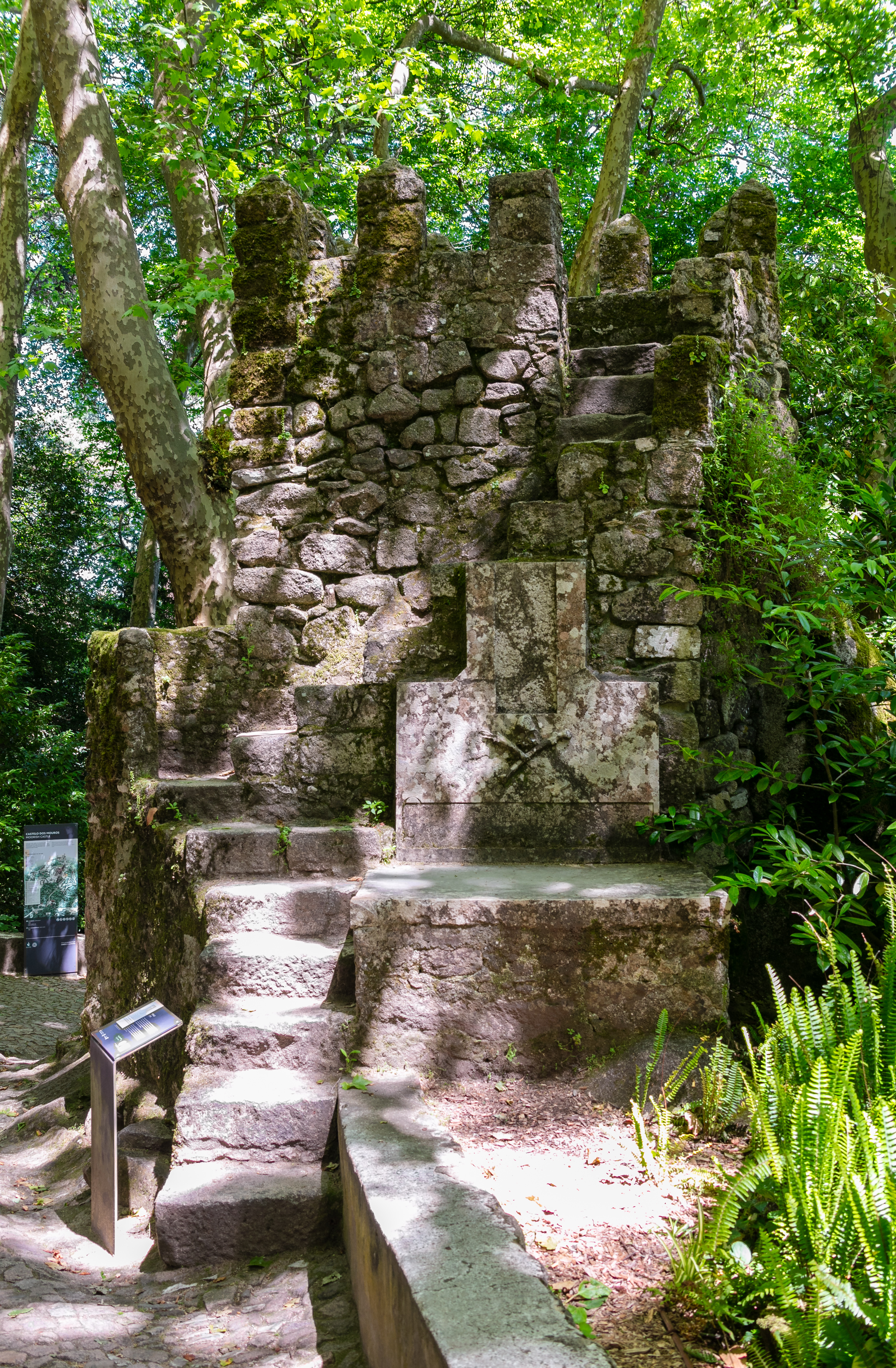
Torreón en el camino de acceso del castillo.

Al monumento, que se ve desde Sintra, se accede subiendo por la Rampa da Pena, un camino sinuoso que atraviesa el interior de la sierra. Este espacio, fue siendo, a lo largo de los siglos, no sólo ocupado por obras de valor artístico e histórico sino también por las más variadas especies botánicas, muchas de ellas de carácter raro y exótico.

## La leyenda de Melides
Después de la conquista de Santarém, el rey Afonso Henriques impuso un cerco a Lisboa, que duró tres meses. Aunque el Castillo de Sintra se entregó voluntariamente después de la caída de Lisboa, la leyenda dice que en esa ocasión, receloso de un ataque sorpresa a sus tropas por parte de los moros de Sintra, el soberano solicitó a D. Gil, un caballero templario, que formase un grupo de veinte hombres de su mayor confianza, para ir de forma secreta a observar los movimientos del enemigo, previniéndose al mismo tiempo una posible salida de los moros de Lisboa, vía Cascaes por el Tajo hasta Sintra. Los cruzados se colocaron en camino sigilosamente. Para evitar ser vistos, viajaban de noche, escondiéndose de día, por el camino de Torres Vedras hasta Santa Cruz, por la costa hasta Colares evitando a Albernoz, un temido jefe moro de Colares y del Penedo, Nuestra Señora se les apareció a los caballeros y les dijo: "No tengáis miedo porque fuisteis veinte pero fuisteis mil, mil fuisteis porque fuisteis veinte."
De esa forma, llenos de coraje porque la Señora estaba con ellos, al final de cinco días escondidos, se enfrentaron al enemigo, derrotándolo y conquistando el Castillo de los Moros. En homenaje a este hecho se construyó la Capilla de Nuestra Señora de Melides ("mil ides" (mil fuisteis)).